# Worlds Apart (Band)
Worlds Apart sind eine englische Boygroup, die 1992 von dem Manager Garry Wilson zusammengestellt wurde. In Deutschland wurde die Band vor allem bekannt durch ihren Song Together Baby, der im Abspann der ARD-Vorabendserie Gegen den Wind lief.

## Bandgeschichte
Nach Tanz- und Gesangs-Castings wurden die fünf Jungen Steven Hart („Steve“, * 29. Februar 1972), Schelim Hannan (* 16. Juli 1973), Patric Osborne (* 5. Juni 1974), Aaron Alexander James Poole („Aaron“, * 20. September 1972) und Dan Bowyer (* 3. Dezember 1972) für die Band ausgewählt. Die Besetzung der Band wechselte ständig. Osborne, Poole und Bowyer stiegen nach und nach aus und wurden durch Aaron Leslie Cooper (kurz: Cal) (* 9. Oktober 1973) und Nathan Moore (* 10. Januar 1968, in den 1980er Jahren erfolgreich mit Brother Beyond), ersetzt. 1997 verließ Schelim Hannan die Gruppe, und Tim Fornara (* 2. April 1977) nahm seinen Platz ein.
Der große Erfolg, den sich der Manager Garry Wilson von der anfangs multikulturellen (alle Gründungsmitglieder kamen aus verschiedenen Städten in der ganzen Welt) Musikertruppe versprochen hatte, hielt nicht lange an. Daran konnte auch der Wechsel der Plattenfirma von BMG Ariola (bis 1995) zu EMI (bis 2000) nichts ändern. Das einzige Land, in dem Worlds Apart kurzzeitig erfolgreich waren, war Frankreich, wo sie sechs Singles unter den Top 10 platzieren konnten und mit dem Album Everybody Platz 1 der Charts erreichten. Nach einer ausgiebigen und erfolgreichen Konzerttournee durch Frankreich verschwand die Gruppe wieder in der Versenkung. Ein Comeback-Versuch in Deutschland im Jahre 2000 und die Singles Language of Love und I Will waren erfolglos. Das Ausscheiden des erst 1997 aufgenommenen Band-Mitgliedes Tim Fornara wurde im Juli 2001 auf der Website bekanntgegeben.
Worlds Apart schrumpften zum Trio. Mit dabei waren noch Steve Hart, Nathan Moore und Cal Cooper. 2007 absolvierten Worlds Apart eine Aufzeichnung für die französische Fernsehsendung Hit Machine und veröffentlichten in Frankreich eine neue Single. 2011 wurde ein Auftritt der Band für die Sendung Les Années Bonheur im französischen Fernsehen übertragen.
Es folgten eine Reihe von Auftritten, dabei überwiegend in Frankreich. Häufiger werden sie auf 1990er-Jahre-Events eingeladen.

## Diskografie

### Studioalben
| Jahr | Titel           | Höchstplatzierung, Gesamtwochen, AuszeichnungChartplatzierungen (Jahr, Titel, Platzierungen, Wochen, Auszeichnungen, Anmerkungen) | Höchstplatzierung, Gesamtwochen, AuszeichnungChartplatzierungen (Jahr, Titel, Platzierungen, Wochen, Auszeichnungen, Anmerkungen) | Höchstplatzierung, Gesamtwochen, AuszeichnungChartplatzierungen (Jahr, Titel, Platzierungen, Wochen, Auszeichnungen, Anmerkungen) | Höchstplatzierung, Gesamtwochen, AuszeichnungChartplatzierungen (Jahr, Titel, Platzierungen, Wochen, Auszeichnungen, Anmerkungen) | Höchstplatzierung, Gesamtwochen, AuszeichnungChartplatzierungen (Jahr, Titel, Platzierungen, Wochen, Auszeichnungen, Anmerkungen) | Anmerkungen                                 |
| Jahr | Titel           | DE | AT | CH | UK | FR | Anmerkungen                                 |
| ---- | --------------- | --- | --- | --- | --- | --- | ------------------------------------------- |
| 1994 | Together        | DE84 (4 Wo.)DE | — | — | UK89 (1 Wo.)UK | FR46 (1 Wo.)FR | Erstveröffentlichung: 1994                  |
| 1996 | Everybody       | DE26 (12 Wo.)DE | AT18 (7 Wo.)AT | CH11 (11 Wo.)CH | — | FR1 ×3Dreifachplatin · (49 Wo.)FR                                                                                                 | Erstveröffentlichung: 25. März 1996         |
| 1997 | Don’t Change    | DE45 (2 Wo.)DE | AT47 (2 Wo.)AT | CH18 (8 Wo.)CH | — | FR3 Platin · (31 Wo.)FR | Erstveröffentlichung: 15. August 1997       |
| 2000 | Here And Now    | — | — | — | — | FR22 (4 Wo.)FR | Erstveröffentlichung: 2000                  |
| 2002 | The Brotherhood | — | — | — | — | — | Erstveröffentlichung: 2002 nur als Download |
| 2007 | Platinum        | — | — | — | — | — | Erstveröffentlichung: 26. Oktober 2007      |
| 2010 | Clean Slate     | — | — | — | — | — | Erstveröffentlichung: 19. März 2010         |

### Singles als Leadmusiker
| Jahr | Titel Album                                             | Höchstplatzierung, Gesamtwochen, AuszeichnungChartplatzierungen (Jahr, Titel, Album, Platzierungen, Wochen, Auszeichnungen, Anmerkungen) | Höchstplatzierung, Gesamtwochen, AuszeichnungChartplatzierungen (Jahr, Titel, Album, Platzierungen, Wochen, Auszeichnungen, Anmerkungen) | Höchstplatzierung, Gesamtwochen, AuszeichnungChartplatzierungen (Jahr, Titel, Album, Platzierungen, Wochen, Auszeichnungen, Anmerkungen) | Höchstplatzierung, Gesamtwochen, AuszeichnungChartplatzierungen (Jahr, Titel, Album, Platzierungen, Wochen, Auszeichnungen, Anmerkungen) | Höchstplatzierung, Gesamtwochen, AuszeichnungChartplatzierungen (Jahr, Titel, Album, Platzierungen, Wochen, Auszeichnungen, Anmerkungen) | Anmerkungen                                                            |
| Jahr | Titel Album                                             | DE | AT | CH | UK | FR | Anmerkungen                                                            |
| ---- | ------------------------------------------------------- | --- | --- | --- | --- | --- | ---------------------------------------------------------------------- |
| 1993 | Heaven Must Be Missing An Angel Together                | — | — | — | UK29 (3 Wo.)UK | — | Erstveröffentlichung: 1993                                             |
| 1993 | Wonderful World Together                                | — | — | — | UK51 (1 Wo.)UK | — | Erstveröffentlichung: 1993                                             |
| 1993 | Everlasting Love Together                               | DE40 (16 Wo.)DE | — | — | UK20 (4 Wo.)UK | FR4 Gold · (17 Wo.)FR | Erstveröffentlichung: 1993                                             |
| 1994 | Could It Be I’m Falling In Love Together                | DE56 (13 Wo.)DE | — | — | UK15 (6 Wo.)UK | — | Erstveröffentlichung: 1994                                             |
| 1994 | Beggin To Be Written Together                           | — | — | — | UK29 (3 Wo.)UK | — | Erstveröffentlichung: 1994                                             |
| 1995 | Baby Come Back Everybody                                | DE18 (18 Wo.)DE | AT27 (9 Wo.)AT | CH5 (17 Wo.)CH | — | FR3 Gold · (17 Wo.)FR | Erstveröffentlichung: 1995                                             |
| 1995 | When It’s Christmas Time –                              | DE38 (4 Wo.)DE | — | CH14 (3 Wo.)CH | — | — | Erstveröffentlichung: 1995                                             |
| 1996 | Everybody                                               | DE22 (15 Wo.)DE | AT21 (12 Wo.)AT | CH17 Gold · (13 Wo.)CH | — | FR8 Silber · (17 Wo.)FR | Erstveröffentlichung: 1996                                             |
| 1996 | Just Say I Said Hello Everybody                         | DE63 (7 Wo.)DE | AT35 (3 Wo.)AT | — | — | FR20 (8 Wo.)FR | Erstveröffentlichung: 1996                                             |
| 1996 | Je Te Donne Everybody                                   | DE22 (18 Wo.)DE | AT16 (10 Wo.)AT | CH16 (16 Wo.)CH | — | FR3 Gold · (16 Wo.)FR | Erstveröffentlichung: 2. September 1996 Original: Jean-Jacques Goldman |
| 1997 | You Said –                                              | — | — | — | — | FR20 (8 Wo.)FR | Erstveröffentlichung: 1997                                             |
| 1997 | Quand Je Rêve De Toi (I’m Dreaming of You) Don’t Change | — | — | — | — | FR3 Gold · (15 Wo.)FR | Erstveröffentlichung: 1997                                             |
| 1997 | She Loves You / Sie liebt dich Don’t Change             | DE75 (2 Wo.)DE | — | — | — | — | Erstveröffentlichung: 1997 Original: The Beatles                       |
| 1997 | Don’t Change                                            | — | — | — | — | FR16 Silber · (13 Wo.)FR | Erstveröffentlichung: 1997                                             |
| 1997 | Je Serai Là –                                           | — | — | — | — | FR14 Silber · (16 Wo.)FR | Erstveröffentlichung: 1997                                             |
| 1997 | Back To Where We Started Don’t Change                   | DE78 (9 Wo.)DE | — | — | — | FR51 (7 Wo.)FR | Erstveröffentlichung: 20. Oktober 1997                                 |
| 1998 | Close Your Eyes –                                       | — | — | — | — | FR34 (9 Wo.)FR | Erstveröffentlichung: 18. September 1998                               |
| 2000 | I Will Here And Now                                     | — | — | — | — | FR37 (8 Wo.)FR | Erstveröffentlichung: 2000                                             |
| 2000 | Language Of Love Here And Now                           | DE75 (9 Wo.)DE | — | — | — | — | Erstveröffentlichung: 2000                                             |

Weitere Singles
- 1996: Rise Like The Sun
- 2007: On Ecrit Sur Les Murs

### Singles als Gastmusiker
| Jahr | Titel Album                                | Höchstplatzierung, Gesamtwochen, AuszeichnungChartplatzierungen (Jahr, Titel, Album, Platzierungen, Wochen, Auszeichnungen, Anmerkungen) | Höchstplatzierung, Gesamtwochen, AuszeichnungChartplatzierungen (Jahr, Titel, Album, Platzierungen, Wochen, Auszeichnungen, Anmerkungen) | Höchstplatzierung, Gesamtwochen, AuszeichnungChartplatzierungen (Jahr, Titel, Album, Platzierungen, Wochen, Auszeichnungen, Anmerkungen) | Höchstplatzierung, Gesamtwochen, AuszeichnungChartplatzierungen (Jahr, Titel, Album, Platzierungen, Wochen, Auszeichnungen, Anmerkungen) | Höchstplatzierung, Gesamtwochen, AuszeichnungChartplatzierungen (Jahr, Titel, Album, Platzierungen, Wochen, Auszeichnungen, Anmerkungen) | Anmerkungen                                                                                  |
| Jahr | Titel Album                                | DE | AT | CH | UK | FR | Anmerkungen                                                                                  |
| ---- | ------------------------------------------ | --- | --- | --- | --- | --- | -------------------------------------------------------------------------------------------- |
| 1996 | Love Message –                             | DE4 (20 Wo.)DE | AT12 (12 Wo.)AT | CH12 (13 Wo.)CH | — | — | Erstveröffentlichung: 5. Februar 1996 als Teil von Love Message                              |
| 1996 | Children –                                 | DE19 (13 Wo.)DE | AT31 (6 Wo.)AT | CH12 (15 Wo.)CH | — | — | Erstveröffentlichung: 4. April 1996 als Teil von Hand in Hand for Children e. V.             |
| 1996 | I Was Born To Love You Queen Dance Traxx 1 | DE71 (6 Wo.)DE | — | — | — | — | Erstveröffentlichung: 28. November 1996 Queen Dance Traxx feat. Worlds Apart Original: Queen |

### Videoalben
- 1996: 24 heures avec Worlds Apart (FR: Platin)

## Auszeichnungen für Musikverkäufe
| Goldene Schallplatte - Belgien - 1997: für die Single Je Te Donne - 1997: für die Single Quand Je Rêve De Toi (I’m Dreaming of You) - 1998: für das Album Don’t Change - Polen - 1997: für das Album Everybody | Platin-Schallplatte - Europa - 1997: für das Album Everybody |

Anmerkung: Auszeichnungen in Ländern aus den Charttabellen bzw. Chartboxen sind in ebendiesen zu finden.
| Land/RegionAuszeichnungen für Musikverkäufe (Land/Region, Auszeichnungen, Verkäufe, Quellen) | Silber     | Gold     | Platin     | Verkäufe    | Quellen                     |
| -------------------------------------------------------------------------------------------- | ---------- | -------- | ---------- | ----------- | --------------------------- |
| Belgien (BRMA)                                                                               | —          | 3× Gold3 | —          | 75.000      | ultratop.be                 |
| Europa (IFPI)                                                                                | —          | —        | Platin1    | (1.000.000) | ifpi.org                    |
| Frankreich (SNEP)                                                                            | 3× Silber3 | 4× Gold4 | 5× Platin5 | 2.595.000   | snepmusique.com infodisc.fr |
| Polen (ZPAV)                                                                                 | —          | Gold1    | —          | 25.000      | olis.pl                     |
| Schweiz (IFPI)                                                                               | —          | Gold1    | —          | 25.000      | hitparade.ch                |
| Insgesamt                                                                                    | 3× Silber3 | 9× Gold9 | 6× Platin6 |             |                             |

## Auszeichnungen
- Bravo Otto
  - 1994: in der Kategorie „Band Pop“ (Silber)